# Bottiglia

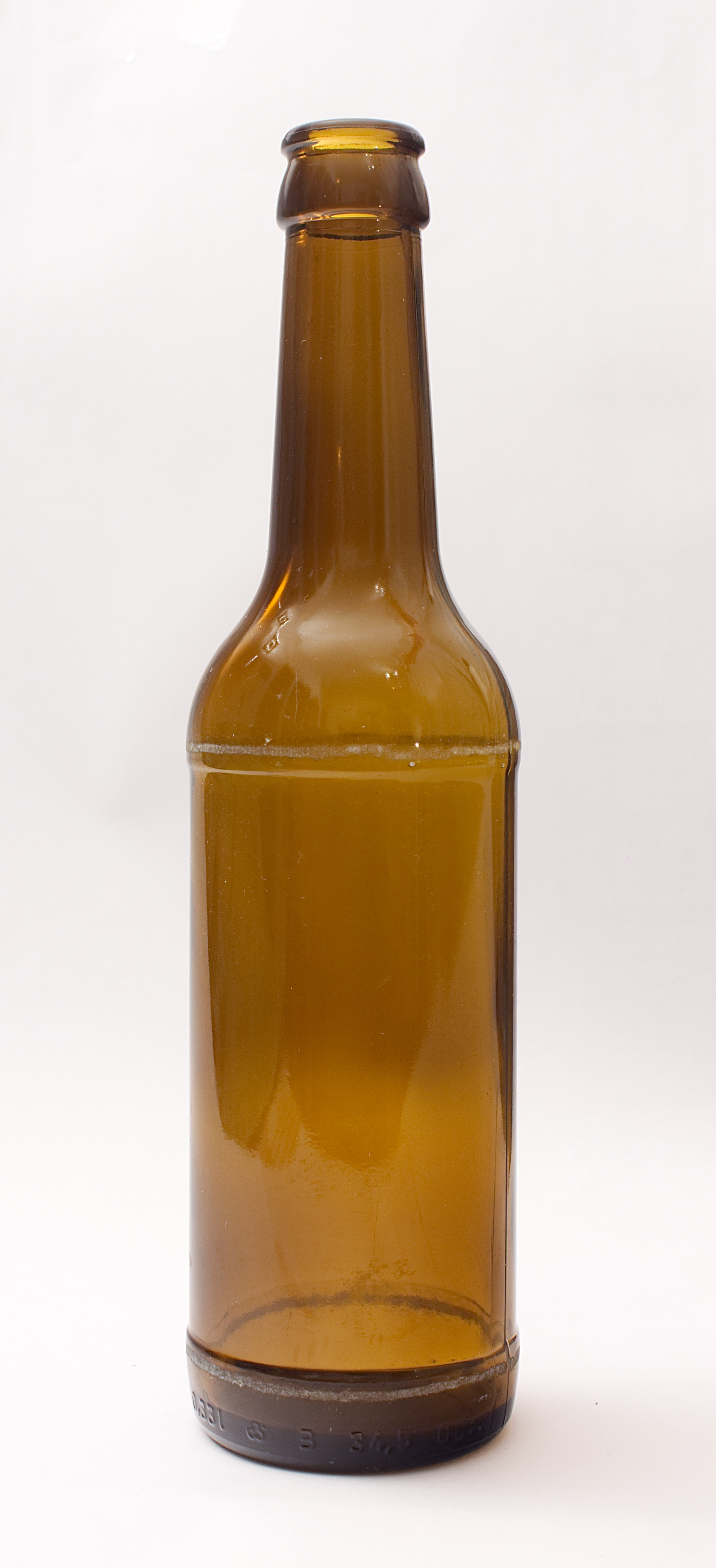
Una bottiglia

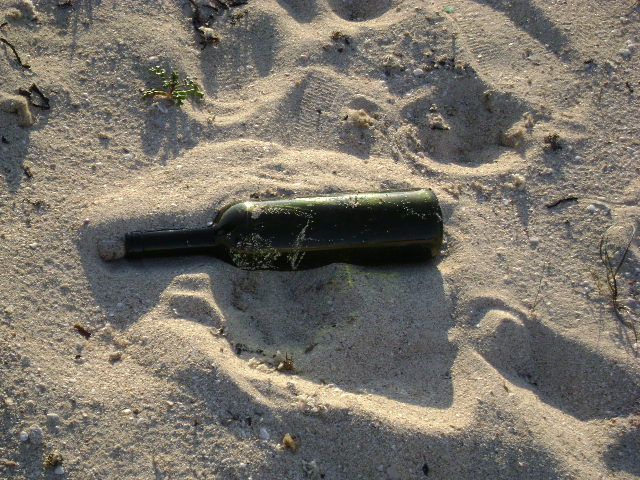
Una bottiglia sulla sabbia.

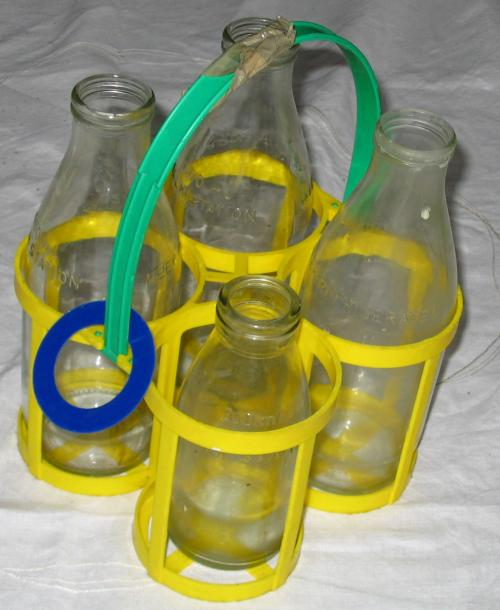
Cestello per bottiglie in vetro per il latte.

Una bottiglia è un contenitore di capacità variabile, attestata sull'ordine di grandezza del litro, a volte dotato di un tappo. Le bottiglie sono solitamente fatte di vetro, di plastica, carta, ceramica, metalli, e vengono tipicamente usate per contenere liquidi come: acqua, latte, bibite, birra, vino, olio da cucina, ma anche carburante, medicinali, sapone liquido, shampoo, inchiostro, eccetera.

## Storia

Bottiglia in terracotta, da Deir el-Medina, tra il 1539 e il 1076 a.C., Nuovo Regno dell'Egitto. Museo Egizio, Torino

Le prime tracce storiche inerenti alle origini della bottiglia in vetro risalgono al I secolo d.C., quando nei territori siriani vennero realizzati, per la prima volta, piccoli contenitori di vetro tramite la tecnica del soffio nella pasta semi-liquida, che divergevano dai prodotti precedenti, tipicamente a forma di anfore e brocche e aventi pareti notevolmente più spesse a causa del procedimento tecnico tradizionale della colata del vetro in stampi.
Se nei primi tempi si produssero più che altro fiale, con il perfezionamento della tecnica e dell'abilità da parte dei soffiatori, già nei primi secoli dopo Cristo si realizzarono bottiglie vere e proprie come quelle in esposizione al Museo Vetrario di Murano.
L'utilizzo pratico e comune della bottiglia però rimase piuttosto raro, anche a causa della difficoltà di produzione dell'oggetto rispetto ad altri contenitori aventi lo stesso utilizzo, e quindi la sua diffusione europea avvenne solamente intorno alla metà del XV secolo. Murano fu il primo centro di produzione agevolato dai numerosi contatti commerciali e culturali tenuti da Venezia con il Medio Oriente, dove era già sviluppata l'arte vetraria.
Le bottiglie di Murano del XV e XVI secolo, conservate ancora oggi nei musei, sono del tipo denominato calcedonia, nome derivato dalla colorazione tipica. Le altre loro caratteristiche principali sono il collo estremamente lungo e la pancia a cipolla. Già in questo periodo storico, le bottiglie vennero usate, seppur non ancora in modo capillare, sia per la mescita sia per la conservazione dei liquidi come attestano le due bottiglie sigillate, contenenti olio e vino, rintracciate nella cantina della chiesa di S.Sigismondo a Cremona e risalenti al 1492.
Nel XVII secolo si produssero bottiglie in vetro "marmorino" con aggiunte di filigrana d'argento e proprio in questo periodo, in Inghilterra, l'uso delle bottiglie per conservare i liquidi si intensificò grazie alla realizzazione della tipica bottiglia verde scuro priva di fronzoli ornamentali e adatta alla cantina, mentre nel XVIII secolo nell'arte vetraria si impose il "lattimo", ossia un vetro dalla colorazione biancastra somigliante alla porcellana e sempre l'Inghilterra impose le bottiglie in cristallo per la mescita.
Dalla metà del XIX secolo si introdusse la tecnica della colatura e pressione in stampi e la corrente artistica del Modern Style propose varianti cromatiche ed effetti plastici particolari apprezzate e contese dai collezionisti.

## Bottiglie in vetro
Per alcune bottiglie di vetro viene pagato un deposito, che viene restituito dopo aver riconsegnato la bottiglia vuota al rivenditore (vuoto a rendere). Per lo smaltimento degli altri recipienti (in vetro o in plastica) esistono spesso appositi contenitori per la raccolta differenziata e il riciclo del materiale.
La bottiglia di vetro è stata importante nella storia del vino, poiché, combinata con un tappo di alta qualità come quello di sughero, permette un invecchiamento a lungo termine del vino. Il vetro ha tutte le qualità richieste per una lunga conservazione. Diede anche il via all'imbottigliamento diretto da parte del produttore, piuttosto che da parte del mercante di vino. In precedenza il vino veniva venduto a barili (e ancor prima in anfore) ed eventualmente imbottigliato solo nella bottega del mercante.

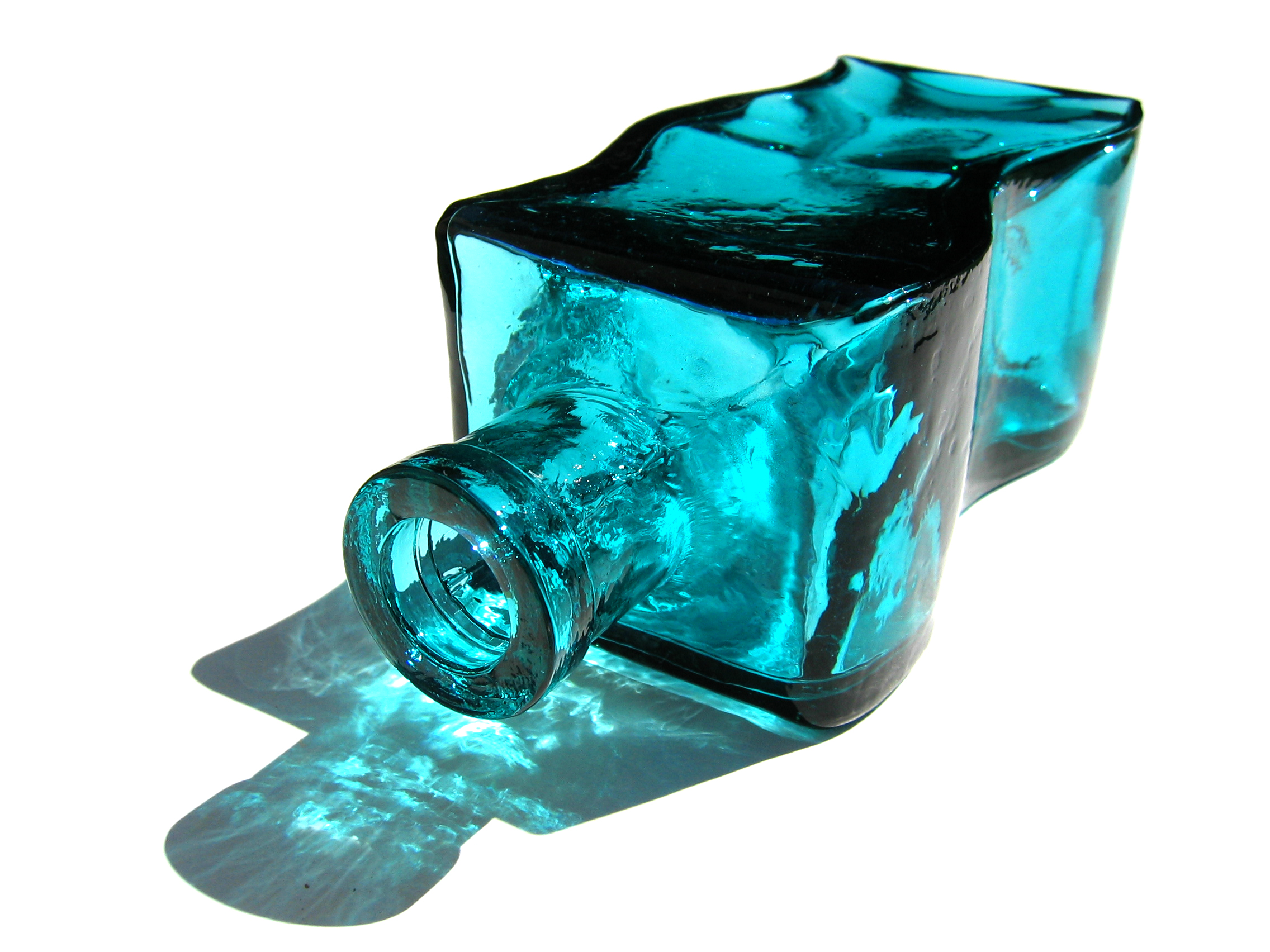
Una bottiglia in vetro

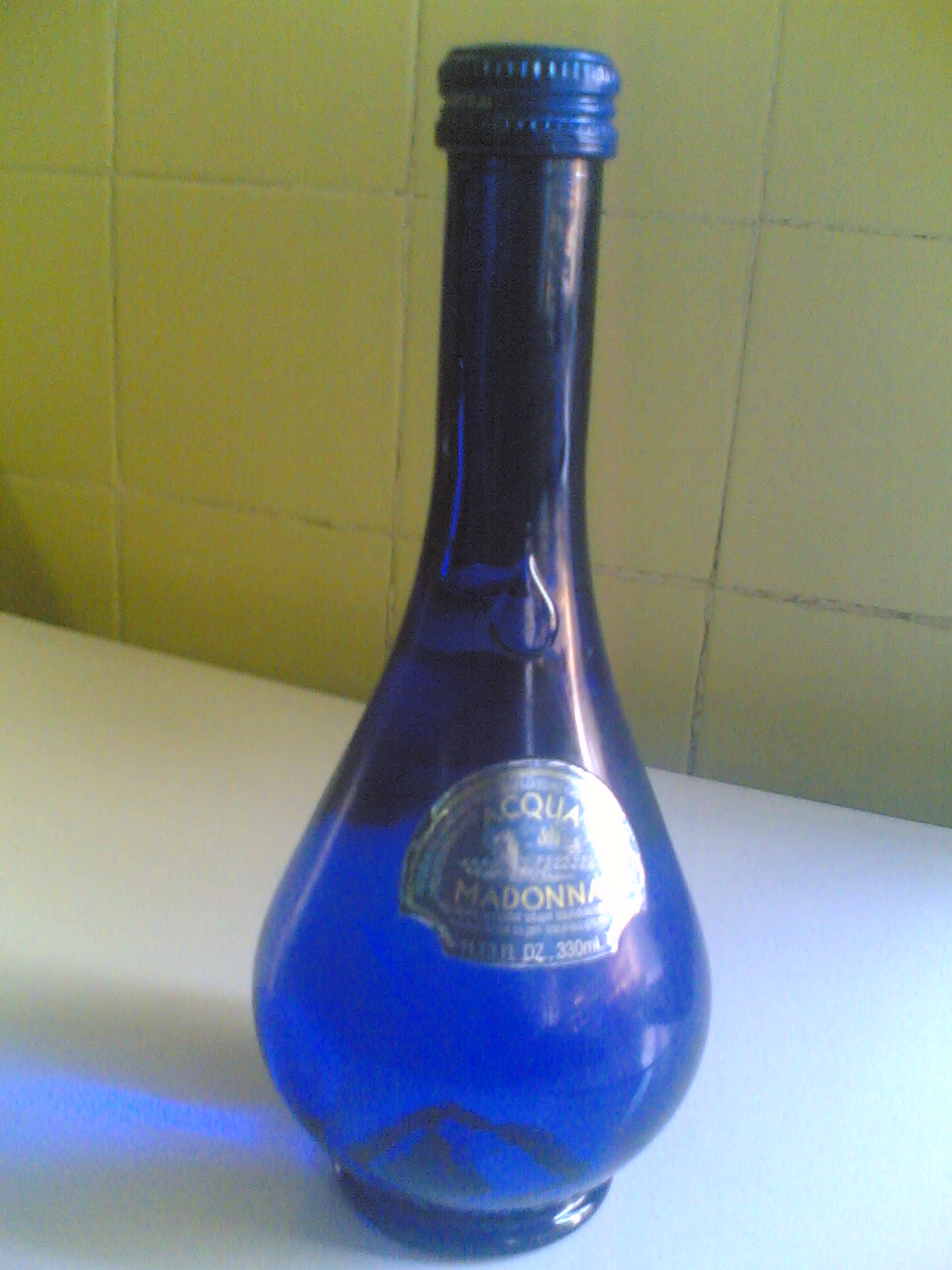

## Bottiglie utilizzate per il vino

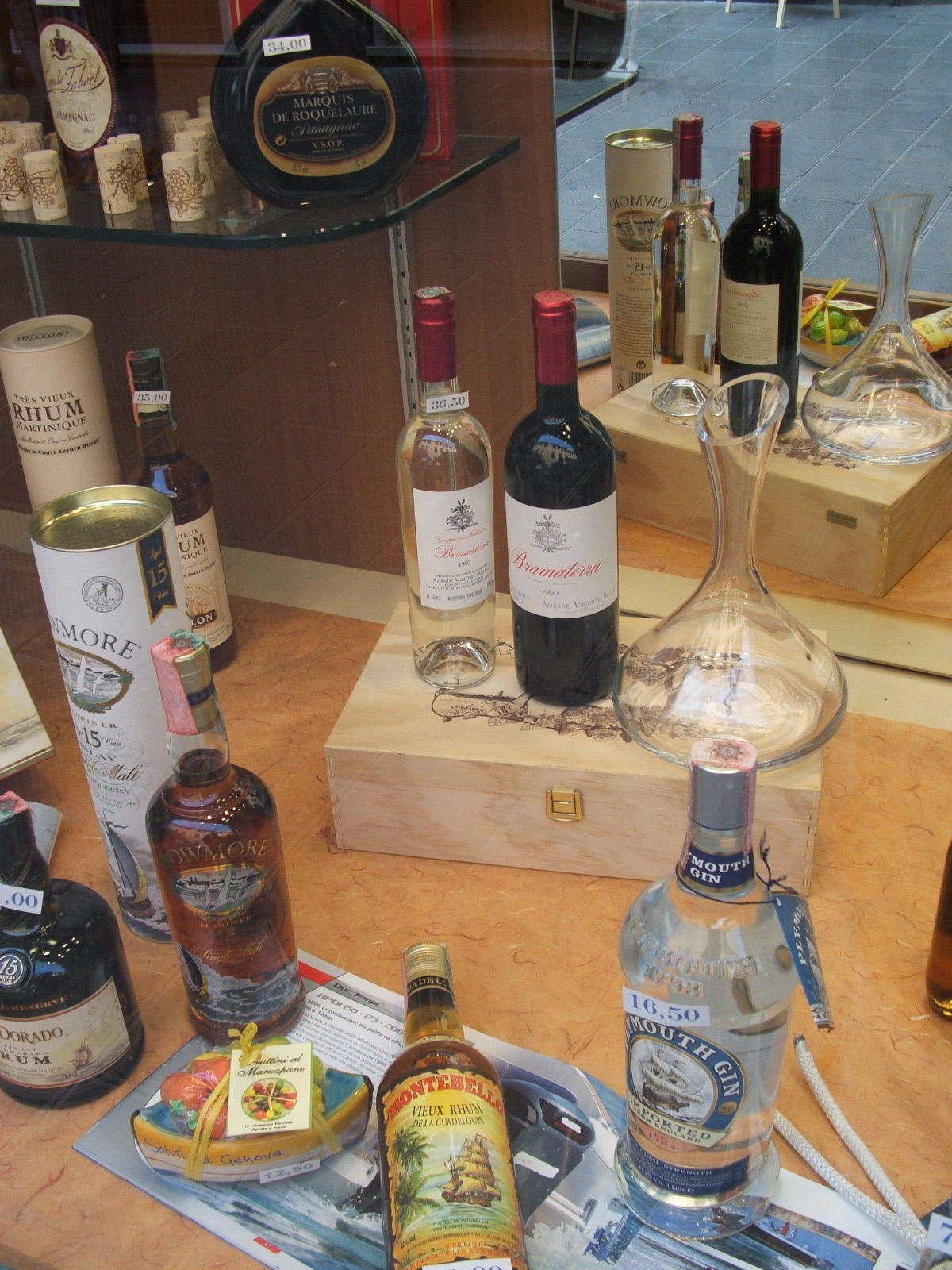
Bottiglie esposte nella vetrina di un negozio di vini e liquori.

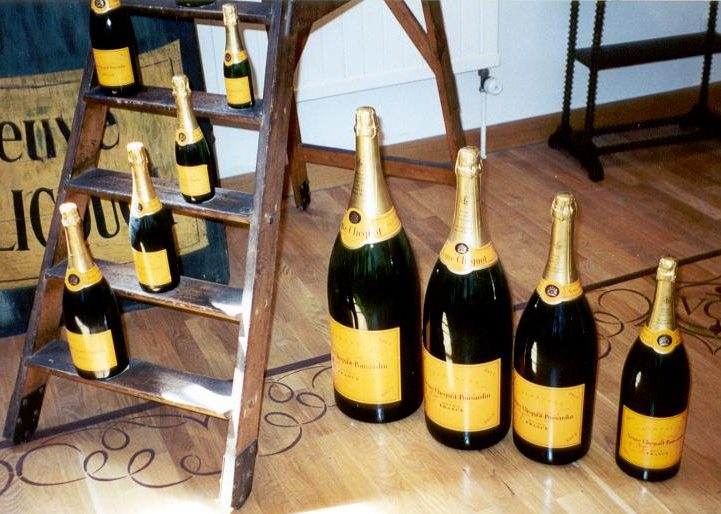
Differenti bottiglie di champagne Veuve Clicquot: da sinistra a destra, sulla scala: magnum, normale, mezza, quarto. Sul pavimento: Balthazar, Salmanazar, Mathusalem, Jeroboam.

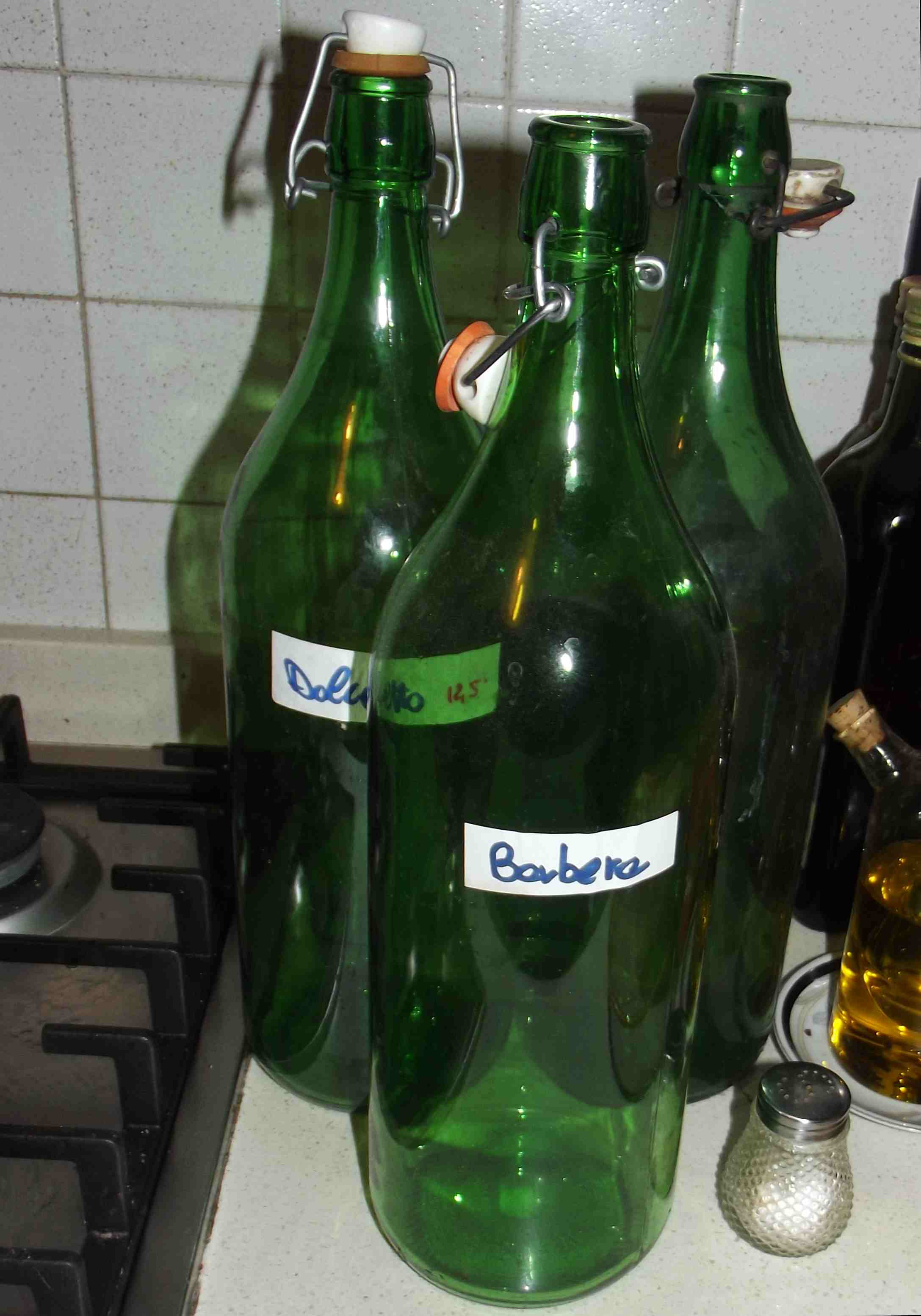
bottiglioni in vetro verde vuoti in una cucina.

Le bottiglie per il vino si trovano in diverse forme e dimensioni. Le più note sono le seguenti:
Albeisabottiglia simile alla Borgognona è utilizzata in Piemonte soprattutto per i vini rossi di langa quali Barolo, Barbera e Dolcetto. È quasi sempre di colore marrone, e riporta sulla spalla la scritta "Albeisa". Fu introdotta all'inizio del Settecento dai produttori albesi per contraddistinguere i propri vini.

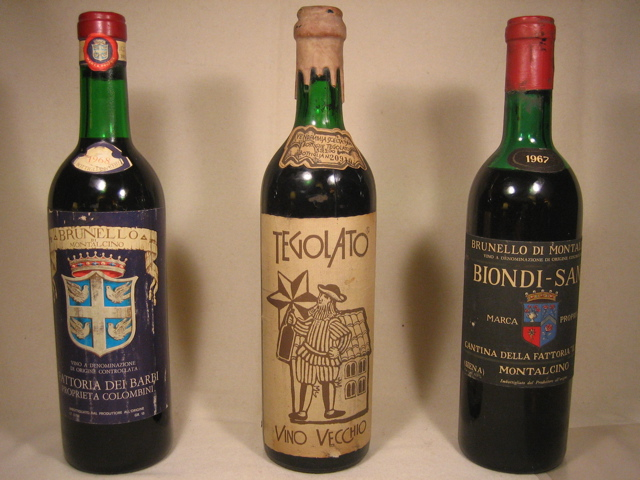

Alsazianasimile alla renana, per vini bianchi.
Bottiglionedella capacità di circa 2 litri, viene in genere utilizzato per la commercializzazione di vini di qualità medio-bassa o per l'imbottigliamento casalingo degli stessi.
Bordoleseè caratterizzata da un corpo cilindrico, spalla pronunciata, collo relativamente corto. È forse la forma di bottiglia più comune e versatile, utilizzata sia per vini bianchi che per vini rossi. Usata tradizionalmente nella regione del Bordeaux si è diffusa in tutto il mondo, divenendo probabilmente la bottiglia più usata per il vino.
Borgognotta o Borgognonausata tradizionalmente in Borgogna, i fianchi digradano per circa 2/3 dell'altezza, fino ad una breve sezione cilindrica. Non ha una spalla. È adatta sia ai bianchi che ai rossi ed è largamente usata in tutto il mondo. Il vetro è verde scuro o marrone per i rossi, talvolta chiaro per i bianchi.
Champagnottausata tradizionalmente per lo Champagne ed in seguito per gli altri vini spumanti, è di aspetto simile alla borgognona ma con una base più larga. È più pesante (spessa) a causa della pressione che deve reggere (fino a 10 atmosfere). L'imboccatura presenta una sporgenza sulla quale si fissa la gabbietta metallica che trattiene il tappo sottoposto alla pressione dell'anidride carbonica disciolta nel vino.
Queste tre ultime si classificano per dimensione con nomi specifici
| Volume (litri) | Nr. Bottiglie | Nome                       | Note | Champagne | Bordolese | Borgognotta |
| -------------- | ------------- | -------------------------- | --- | --------- | --------- | ----------- |
| 0.1875         | 0.25          | Piccolo                    | Quarto di litro. | SI        |           |             |
| 0.25           | 0.33          | Chopine                    | Tradizionale unità di misura Francese prima della rivoluzione Francese                                                                      |           | SI        |             |
| 0.375          | 0.5           | Demi                       | "Mezza" bottiglia in Francese. | SI        | SI        | SI          |
| 0.750          | 1             | Standard                   | | SI        | SI        | SI          |
| 1.5            | 2             | Magnum:                    | | SI        | SI        | SI          |
| 3.0            | 4             | Jéroboam (o Doppia Magnum) | Nome Biblico, re fondatore del regno di Israele nel IX secolo a.C. "Jeroboam" in Francia può indicare sia 4x che 6x a seconda della regione | SI        | SI        | SI          |
| 4.5            | 6             | Jéroboam (o Doppia Magnum) | Nome Biblico, re fondatore del regno di Israele nel IX secolo a.C. "Jeroboam" in Francia può indicare sia 4x che 6x a seconda della regione |           | SI        |             |
| 4.5            | 6             | Réhoboam                   | Nome Biblico, Primo re della Giudea | SI        |           | SI          |
| 6.0            | 8             | Mathusalem                 | Nome Biblico, uomo più longevo nell'antico testamento                                                                                       | SI        |           | SI          |
| 9.0            | 12            | Mordechai                  | Nome Biblico, cugino di Ester, regina di Persia                                                                                             | SI        |           | SI          |
| 9.0            | 12            | Salmanazar                 | Nome Biblico, Re Assiro | SI        | SI        | SI          |
| 12.0           | 16            | Balthazar                  | Nome Biblico, nome di uno dei tre Re Magi                                                                                                   | SI        | SI        | SI          |
| 15.0           | 20            | Nabuchodonosor             | Nome Biblico, Re di Babilonia | SI        | SI        | SI          |
| 18.0           | 24            | Melchior                   | Nome Biblico, uno dei tre Magi | SI        | SI        | SI          |
| 20.0           | 26.66         | Solomon                    | Nome Biblico, Re di Israele, figlio di Re Davide                                                                                            | SI        |           |             |
| 25.0           | 33.33         | Sovereign                  | | SI        |           |             |
| 27.0           | 36            | Primato o Goliath          | Nome biblico, gigante ucciso con una fionda da Davide                                                                                       | SI        |           |             |
| 30.0           | 40            | Melchizédec:               | Nome Biblico, re di Salem | SI        |           |             |

Chiantigianausata per i vini del Chianti al posto del tradizionale fiasco, la capienza è di 1.500 ml.
Fiascoè prodotto per soffiatura, di forma quasi sferica. È rivestito di paglia intrecciata che gli permette di stare in piedi autonomamente e lo protegge dagli urti. Un tempo era molto diffuso ma i costi di produzione del rivestimento e la difficoltà di stoccaggio ne hanno decretato l'abbandono
LiricaBottiglia in vetro, di 50 cl di capacità, caratterizzata da un corpo cilindrico, spalla pronunciata e collo relativamente lungo. È spesso impiegata per l'imbottigliamento di liquori e olio di oliva.
Pulcianellaoriginaria di Montepulciano, (vedi il nome), era il fiasco per mezzo del quale le grandi famiglie nobili poliziane inviavano il vino di Montepulciano alla Corte Pontificia.
Renanautilizzata per i vini bianchi, proviene dall'area del Reno, in Germania. È di forma cilindrico-conica molto allungata.

## Bottiglie in plastica
Le bottiglie in plastica sono molto utilizzate, dal 1989, come contenitori di acqua, latte e altre bevande. Il corpo è solitamente realizzato in PET, partendo da preforme stampate e soffiate, mentre il tappo in PE. Sono sospettate di rilasciare alcune sostanze contaminanti, come il Bisfenolo A. I controlli obbligatori per legge sono eseguiti prima dell'imbottigliamento, assumendo la non tossicità degli imballaggi utilizzati.
Generalmente viene sconsigliato di riempire d'acqua bottiglie di plastica già usate e riutilizzarle, ma viene consigliato di gettarle nei contenitori della raccolta differenziata.

## Bottiglie in alluminio
Le bottiglie in alluminio sono comparse recentemente sul mercato ed utilizzate come contenitori di birra, vino e altre bevande. Sono completamente riciclabili.

## Bottiglie in carta
Fa parte delle innovazioni recenti la bottiglia realizzata in cartone poliaccoppiato (74% carta). Riciclabile al 100% è utilizzata dalla Oneglass Wine per confezionare vino in formato monodose (da 100 ml).

## Messaggi in bottiglia
I messaggi in bottiglia sono un sistema di posta di emergenza, dopo essere naufragati su un'isola deserta, è costituito dal messaggio in bottiglia: la corrente può portarlo su una riva dove il messaggio può essere letto e avviare un'operazione di soccorso. Il vetro è inerte, rigido e quasi completamente impermeabile, quindi se la bottiglia è chiusa bene, la lettera al suo interno può restare intatta e leggibile per molti anni.
"Messaggio in bottiglia" viene oggigiorno prevalentemente utilizzato in senso metaforico: per indicare una richiesta di aiuto, pratico o morale; per indicare la volontà di condividere un'idea; per indicare un passaparola.